# Окославці
Окославці (словен. Okoslavci) — поселення в общині Раденці, Помурський регіон, Словенія. Висота над рівнем моря: 206,9 м.